# 我が瞑想
『我が瞑想』(Mes Rêveries)とは1757年に発表されたフランス軍人のモーリス・ド・サックスによる軍事学の著作である。
1696年に生まれたサックスは晩年に病床で自らの軍事的経験をまとめるために執筆活動を進めており、1750年の彼の死後に遺稿を元に出版された。本書ではサックスの軍事思想が説明されている。サックスが本書で扱っている論点は戦争に関する戦術や軍制など多岐に渡っている。そもそも戦争は科学では捉えきれないものであり、人間の心理に根ざした複雑さを持つ。したがって本書でサックスは体系的な理論を展開せず、当時の通説となっていた戦争の原則に対する反論を述べ、自らの観察に基づいた軍事的事実を指摘している。
本書の主要な論点の一つに徴兵制の問題がある。サックスは本書において、政府によって定められた義務兵役で召集した兵員を使用することの有用性を主張している。この主張には国防の主体を市民に担わせる政治的意義だけでなく、予備兵力（予備役）を恒常的に確保することを可能にする軍事的意義もあった。ただし、サックスの主張した一般兵役義務について、ベイジル・リデル＝ハートは徴兵制とは異なる制度として評価している。
サックスの戦術思想で重視されたのは、戦術的な部隊機動である。サックスは戦闘力の中核は装備ではなく、機動力すなわち脚力であると考えていた。そのために、義務兵役兵への軍事教育では脚力に重点を置くべきだとしている。また、機動を円滑に進めるために、兵力の過剰な集中による部隊の大規模化は避けるべきであり、分割して迅速に運用するべきだという見解を示していた。これは師団制度の萌芽と言える。より具体的な戦術機動については、機動を実施するためには軍楽隊によって行軍中の部隊の歩調を統制し、さらに戦闘では1個大隊を横隊で一斉に前進させるのではなく、2個大隊が交互に射撃と前進を交替することが適当だとした。
サックスは自らの経験を踏まえて火力戦闘と白兵戦闘の優劣を巡る議論では白兵戦闘を支持しており、攻撃前進では一度の射撃の後に射撃を交えながらの白兵突撃を行うことが効率的であると論じている。
指揮官の資質については、戦争でのあらゆる出来事が本質的には人間の心理に由来することを前提に、指揮官は知性だけでなく果断と健康を兼ね備えていなければならないとした。指揮官は状況を判断して理性的な決断に基づいた簡潔な命令を発令しなければならない。このような指揮官の才能は軍事教育の成果ではなく、天性のものであるとサックスは述べている。